# Arston (wytwórnia płytowa)
Arston – polskie wydawnictwo płytowe. Wytwórnia powstała w 1984 w Warszawie. Obok Poltonu i Savitoru była jedną z trzech najbardziej znanych wytwórni polonijnych, tj. firmą z udziałem kapitału zagranicznego pochodzenia polskiego. W wyniku przemian ustrojowych w Polsce Przedsiębiorstwo Zagraniczne Arston zostało rozwiązane około 1993.

## Wydawnictwa[1]
Katalog niekompletny

### Albumy winylowe
- ALP-001 Franek Kimono: Franek Kimono 1984
- ALP-002 Savana: Savana 1984
- ALP-003 Trio Wawelskie: Krzysztof Meyer – Trio fortepianowe 1984
- ALP-004 Limahl: Don't Suppose 1984
- ALP-005 Daab: Daab 1986
- ALP-006 Edyta Geppert: Och, życie kocham cię nad życie 1986
- ALP-007 Urszula: Urszula 3 1987
- ALP-008 Papa Dance: Poniżej krytyki 1987
- ALP-010 Hanna Kulenty-Brewaeys: Hanna Kulenty-Brewaeys 1987
- ALP-011 Andrzej Rosiewicz: Andrzej Rosiewicz 1987
- ALP-013 Chopin Trio: Koncert potrójny 1987
- ALP-014 Halina: Tańcz dla mnie tańcz 1987
- ALP-015 Piotr Czajkowski: Koncert Skrzypcowy D-dur Op.35
- ALP-016 Wadim Brodski: Jean Sibelius – Koncert skrzypcowy
- ALP-017 Gołda Tencer: Miasteczko Bełz...
- ALP-018 różni wykonawcy: Pieśni Legionowe 1988
- ALP-019 Bernard Ładysz: Stare romanse rosyjskie 1988
- ALP-020 Wojciech Czepiel: Krzysztof Penderecki
- ALP-022 Izrael: Duchowa rewolucja I 1987
- ALP-024 różni wykonawcy: House – Muzyka komputerowa
- ALP-026 Marilyn Monroe: Marilyn Monroe
- ALP-029 Ryszard Gruszczyński: Moniuszko – Pieśni
- ALP-030 Kalman: Księżniczka Czardasza
- ALP-031 różni wykonawcy: Come Back to Me...
- ALP-040 She: Miejsce, którego wszyscy szukamy 1989
- ALP-042 Cydhie Genoside: ...As a Goblet of Gore 1989
- ALP-044 De Mono: Kochać inaczej 1989
- ALP-045 Kult: Kaseta 1989
- ALP-046 Reds: Changing Colours 1990
- ALP-047 Tilt: Czad Komando Tilt 1990
- ALP-049 Chochliki: Kolędować małemu...
- ALP-050 Kciuk: Little Wing 1990
- ALP-051 The Rolling Stones: Steel Wheels
- ALP-052 Kult: 45–89 1990
- ALP-053 De Mono: Oh Yeah! 1990
- ALP-054 No Limits: No Movie Soundtrack 1991
- ALP-055 Dezerter: Wszyscy przeciwko wszystkim 1990
- ALP-056 Kolaboranci: A może to ja? 1990
- ALP-057 Scorpions: Best of Scorpions vol.2
- ALP-058 Balkan Electrique: Balkan Electrique 1991
- ALP-059 Sex Bomba: To niemożliwe
- ALP-060 Apteka: Big Noise 1990
- ALP-061 Closterkeller: Purple 1990
- ALP-062 Karcer: Karcer
- ALP-063 Proletaryat: Proletaryat 1990
- ALP-064 CETI: Czarna róża
- ALP-065 Farben Lehre: Bez pokory 1991
- ALP-066 Guns’n’Roses: Appetite for Destruction
- ALP-068 Canada: Canada
- ALP-069 Republika: 1991 1991
- ALP-070 Ziyo: Gloria 1991
- ALP-073 T.Love: Pocisk miłości 1991
- ALP-074 Obywatel G.C.: Obywatel świata 1992
- ALP-075 Kazik: Spalam się 1991
- ALP-076 T.Love: Dzieci rewolucji 1982–92 1992
- ALP-077 Dżem: Dzień, w którym pękło niebo 1992
- ALP-078 Maanam: Derwisz i anioł 1991
- ALP-079 Dżem: Najemnik 1992
- ALP-080 Róże Europy: Poganie! Kochaj i obrażaj 1992
- ALP-081 De Mono: Stop 1992

### Single winylowe
- AS-004 Franek Kimono: Break Dance / Gimnastyka Aerobic
- AS-005 Franek Kimono: Not Too Handsome Not Too Bright / I Love You Too
- AS-006 Franek Kimono: Don’t Cry Mona Lisa / Don’t Cry Mona Lisa (instr.)
- AS-008 Danny King: Intercontinental / Will I Ever Be
- AS-009 Shakin’ Stevens: My Buckets Got A Hole In It; Evil Hearted You / You Mostest Girl; Memphis Earthquake
- AS-010 Papa Dance: Ocean wspomnień / Bez dopingu
- AS-011 Siostry Winiarskie: Beata Krupska – Do the Frogleg / Żaboraba
- AS-012 Halina: Mamy po dwadzieścia lat / Serce za sercem goni
- AS-013 Andrzej Rosiewicz: Wieje wiatr ze wschodu / Biały bal
- AS-014 Alan Michael: Now Is The Time / Romeo And Juliet
- AS-015 Ex-Midi: Symbole miłości / Szpan
- AS-016 Jolanta Arnal: Smerfetko, Smerfetko / Drogi Gargamelu
- AS-017 Yaga-Yan – Jadwiga Kowalik, Janusz Zbigiel: Cracovie / Cracov
- AS-1001 Republika: Lawa / Balon[3]
- bez nr katalogowego – Wojciech Gąssowski: Butterfly of Love / Jason Donovan: Every Day
- bez nr katalogowego – Eurovision: Sweet Dreams 91 / Red Star: Wind of Change

### Kasety
- AC-001 Franek Kimono: Franek Kimono 1984
- AC-002 Andrzej Rosiewicz: Andrzej Rosiewicz
- AC-003 różni wykonawcy: Pieśni Legionowe 1988
- AC-005 Marilyn Monroe: Marylin Monroe
- AC-008 Kult: Kaseta
- AC-009 różni wykonawcy (Kult, Reds, Tilt, She)
- AC-010 Dezerter: Wszyscy przeciwko wszystkim
- AC-011 Kult: 45–89
- AC-012 Tilt: Czad Kommando Tilt 1990
- AC-013 Klaatu: Strange 1991
- AC-014 Sex Bomba: Alkohol
- AC-015 Marilyn Monroe: Muka
- AC-016 Apteka: Big Noise
- AC-017 Farben Lehre: Bez pokory 1991
- AC-018 różni wykonawcy: Radio BRUM Program III – „Come Together”
- AC-019 różni wykonawcy: Radio BRUM Program III – „We Are Together”
- AC-020 Sex Bomba: Sex Bomba
- AC-021 Canada: Canada
- AC-022 Daab: W moim ogrodzie
- AC-023 Farben Lehre: My maszyny 1993
- AC-024 Karcer: Karcer 1993
- AC-026 Sex Bomba: Boom
- AC-027 różni wykonawcy: Not Only Rock Ballads
- AC-030 różni wykonawcy: Seria z pocztówki dźwiękowej – Nie wrócą te lata. Vol. 1 1993
- AC-031 różni wykonawcy: Seria z pocztówki dźwiękowej – Nie wrócą te lata. Vol. 2 1993
- AC-032 różni wykonawcy: Seria z pocztówki dźwiękowej – Nie wrócą te lata. Vol. 3 1993
- AC-033 różni wykonawcy: Seria z pocztówki dźwiękowej – Nie wrócą te lata. Vol. 4 1993
- AC-034 Kult 88-89

### Płyty CD
- ACD-001 Kult: 45–89
- ACD-002 Guns N’ Roses: Appetite for Destruction
- ACD-003 Karcer: Karcer
- ACD-004 Róże Europy: Krew Marilyn Monroe
- ACD-005 Apteka: Big Noise
- ACD-006 Klaatu: Strange
- ACD-007 Kolaboranci A może to ja?
- ACD-009 Sex Bomba: Alkohol
- ACD-010 Farben Lehre: My maszyny 1993
- ACD-019 różni wykonawcy: Radio BRUM Program III – „We Are Together”
- ACD-026 Sex Bomba: Boom